# Raoul di Cambrai
Raoul di Cambrai è una chanson de geste del X secolo rielaborata nel XII secolo.

## Il testo
Il testo esistente è una rielaborazione del XII secolo di due parti: la prima composta da 5.555 versi in rima e la seconda da 3.000 versi in lasse assonante, di un racconto composto nel X secolo dal troviero Bertolai de Laon, che afferma di aver assistito agli eventi che descrive. Alcuni ritengono che quest'opera derivi da una versione orale precedente (X secolo).
Questo poema, uno dei più "sanguinosi" poemi epici del Medioevo (nella battaglia in cui Raoul perì, le perdite del suo esercito furono del 99%), racconta la storia di una rivalità feudale e familiare per il possesso del Vermandois. Appartiene al ciclo del Doon di Magonza (Doon de Mayence o Doolin de Maience) o alle Gesta dei baroni in rivolta.
Mostra la devastazione causata dalle guerre "private" dei capi feudali.
Questa chanson de geste ci è nota da un manoscritto del XIII secolo conservato presso la Biblioteca nazionale di Francia (BnF, Paris, département des Manuscrits, Français 2 493).

## La storia

### La spoliazione
Raoul di Cambrai, un grande signore, morì lasciando una moglie, Aalais, incinta del suo erede, anch'egli chiamato Raoul di Cambrai. Tre anni dopo, tempo che all'epoca era lasciato a una nobile vedova per il lutto, suo fratello, re Louis, decise di dare la terra di Cambrai, che era quindi di diritto di Raoul, e la mano di sua madre in sposa a un cavaliere meritevole, Giboin du Mans. Dama Aalais si ribella a questa decisione e rifiuta il matrimonio. Tuttavia, Giboin prende legalmente possesso della terra di Cambrai, che inizia a governare. Diventato cavaliere, siniscalco e vicino a suo zio e re, Raoul chiede a quest'ultimo di restituirgli le terre che gli sono state sottratte. Non potendo venir meno alla parola data, Louis gli promette la terra del primo signore che sarebbe morto.

### La vendetta
Così, alla morte di Herbert di Vermandois, Louis fu costretto a cedere le sue terre a Raoul, diseredando così i quattro figli di Herbert, che si ribellarono a questa decisione ed Ernaut de Douai si unì a loro, poiché Raoul aveva causato la sfortunata morte dei suoi due figli. Raoul iniziò quindi una guerra contro di loro coinvolgendo Bernier, cavaliere da lui addobbato e suo vassallo, nonostante fosse figlio bastardo di uno di loro, Ybert de Ribemont, facendo sì che Bernier dovesse prendere le armi contro i suoi parenti, dando la precedenza al legame vassallatico rispetto a quello parentale. Nella sua guerra, Raoul brucia ingiustamente l'abbazia di Origny nella quale muoiono alcune suore, tra cui la madre di Bernier. Quest'ultimo, però, non rinuncia, nonostante tutto, al suo legame con il suo signore, fino a quando questo, ubriaco (in piena Quaresima), non picchia Bernier con un bastone, venendo meno agli obblighi che un signore aveva con il proprio fedele. Bernier quindi si rivolge contro Raoul e lo combatte fino a che non riesce ad ucciderlo. Lo zio di Raoul, Guerri le Roux, prosegue questa guerra e decide di vendicare la morte del nipote, insieme a Gautier, nipote di Raoul e nuovo erede di dama Aalais. Alla fine fanno pace con i loro nemici, con grande dispiacere del re.

### Il matrimonio di Bernier e Béatrice
Nel frattempo Bernier, per suggellare la sua nuova alleanza con la famiglia di Raoul, sposa la figlia di Guerri, Béatrice. Il giorno delle nozze, mentre gli sposi si preparano a tornare a casa per consumare la loro unione, la dama viene rapita con altri dagli uomini del re, che decidono di darla in sposa a Herchambaut de Ponthieu, per scontentare Bernier. Infine, mentre Bernier tende un'imboscata al re il giorno delle nozze di Herchambaut e Béatrice e cattura la regina e l'erede, il re accetta quindi uno scambio di ostaggi. I due coniugi vivono poi tranquillamente, fino a quando Bernier decide di andare in pellegrinaggio a Saint-Gilles-du-Gard per espiare il suo vecchio crimine, la morte di Raoul. Lì Béatrice dà alla luce un figlio, Julien.

### Prigionia e liberazione di Bernier
La città viene assediata dai musulmani, che catturano Julien e Bernier e li portano a Cordova, dove Bernier entra al servizio di un emiro. Compie per lui imprese belliche.
Nel frattempo, Guerri non riporta Béatrice a casa sua ma alla corte del re, dove le propone di darla in sposa a Herchambaut, convinto della morte di Bernier. Per non disonorare il primo marito, Béatrice si mette in bocca ogni sera un'erba che rende impotente il nuovo marito e agisce in questo modo per qualche tempo. Bernier, tornato in Francia, viene a sapere cosa è successo alla moglie e si traveste da pellegrino per recarsi alla corte di Herchambaut, che gli chiede se nelle sue peregrinazioni non abbia sentito parlare di un modo per smettere di essere impotente; Bernier lo inganna facendogli credere che esiste una fontana con questo dono, e ne approfitta per rapire Béatrice e riprendere tranquillamente la sua vita nelle sue terre.

### La tragica fine di Bernier
Da questa unione è nato un figlio, Henri. Un giorno Béatrice pensa al figlio che ha perso a Saint-Gilles e Bernier decide di tornare in Spagna per scoprire cosa sta succedendo. Ritorna dall'emiro che lo aveva catturato la prima volta e lo aiuta a combattere contro l'attacco di un altro emiro, il cui esercito è guidato da un certo Corsadès, un cristiano allevato dai musulmani. Bernier riconosce in lui il figlio e ottiene la sua liberazione e quella del vecchio che lo ha cresciuto. Torna vittorioso e tutto sembra tornare alla normalità. Ma un giorno Guerri e Bernier vanno in pellegrinaggio insieme. Mentre passano vicino a Origny, Guerri ripensa alla follia omicida di Raoul, che Bernier aveva ucciso lì. Decide di vendicare la morte del nipote e colpisce astutamente Bernier a morte.
Per vendicarsi dell'omicidio, Henri e Julien attaccano il castello, ma Guerri fugge e scompare per sempre. Si conclude così questa lunga sequenza di vendette e omicidi.

## Critica dell'opera
Una caratteristica particolare dell'opera (che ritroviamo con il Sigfrido dei Nibelunghi) è che l'eroe eponimo muore abbastanza vicino all'inizio della storia, e la maggior parte della narrazione riguarda le azioni di coloro che subentrano nei molti anni successivi (Guerri le Roux per Raoul - è suo zio, non il suo discendente - e Hagen nei Nibelunghi).
Le date di questi eventi sono confermate: l'analista Flodoardo di Reims riporta nel 943 che il conte Erberto (Herbert) morì in quello stesso anno, fu sepolto dai suoi figli a Saint-Quentin e poi che, venendo a sapere che Raoul II, figlio di Raoul I di Gouy, si preparava a invadere il territorio del padre, lo attaccarono e lo misero a morte.
Tuttavia, è possibile, come suggerisce Michel Rouche, che questo poema epico riunisca nel personaggio di Raoul personaggi appartenenti a diverse generazioni.

## Punti di riferimenti storici

### I conti di Ostrevent
Nell'860 compare un primo Ugobaldo (Hugobald), conte di Ostrevent. Aveva poi un parente molto stretto di nome Raoul nella regione di Ponthieu e Ostrevent: Raoul I di Vexin, noto anche come Raoul de Gouy. La sua ascendenza è nota - è infatti un robertingio- che risale quindi al VII secolo; purtroppo non si conosce alcuna posterità per lui. Tuttavia, la contea rimase ancora nelle mani dei Robertingi:
1. Raoul di Gouy († 926);
2. Roger II († 942), suo fratello uterino;
3. Raoul II.

Dal 980, il conte Ugo I di Ostrevent si impossessò di Ribemont, eliminando una stirpe molto antica che lo possedeva, tra cui un certo Bernier. Melleville lo riporta nel suo Dictionnaire historique du département de l’Aisne.
Anche l'episodio dell'incendio del monastero di Origny-Sainte-Benoite - allora chiamato Grigny- si rivela basato su fatti reali. È citato nel libro di Jean Verdon, Les femmes de l'An Mille, pubblicato da Perrin, ma per altri motivi poco vergognosi (la lussuria di alcune suore, tra cui la madre dello sconfitto Bernier).
Segue Ugo I d'Ostrevent, conte di Ostrevent; tuttavia, ciò che si rivela vero è la sua posterità, precisamente suo nipote, Anselmo II, conte di Ostrevent e signore di Ribemont.
Ugo d'Ostrevent deteneva allora la contea di Ostrevent per conto proprio e la città di Saint-Quentin, sua capitale, per conto di Ugo il Grande, conte di Vermandois.

### I conti di Vermandois
Anselmo II di Ostrevant e il suo vicino Ugo il Grande, conte di Vermandois, parteciparono alla  prima crociata con Goffredo di Buglione; erano allora, e lo erano stati a lungo, in rapporti particolarmente buoni; ciò si spiega perfettamente: Ugo I, detto il Grande, conte di Vermandois era infatti capetingio da parte di padre e carolingio da parte di madre; era inoltre conte di Valois, signore di Chaumont-en-Vexin, e soprattutto era il fratello minore del re capetingio Filippo I.
Molto spesso nelle sue terre di Valois, Ugo di Vermandois si tenne vicino agli affari del fratello, re di Francia; questo sposò Adélaïde (Adèle, Alix o Aelis), figlia di Erberto IV di Vermandois della stirpe carolingia, divenendo conte di Valois e inoltre divenne da quel momento, in modo del tutto legittimo, conte di Vermandois, oltre che capostipite di una linea capetingia di conti di Vermandois, contea fino ad allora carolingia. Il suo predecessore fu il suocero Erberto IV di Vermandois, padre di Adelaide, morto nel 1080.
Ugo il Grande, conte di Vermandois, morì il 18 ottobre 1102 dopo un ritorno in patria molto controverso; il suo vicino, Anselmo II di Ostrevent, fu ucciso in un atto di grande coraggio il 26 febbraio 1099 all'assedio di Arqa, assedio che il suo atto eroico salvò.
Ugo il Grande, poco dopo il suo ritorno in Palestina, morì durante la seconda crociata, per le gravissime ferite ricevute in battaglia, questa volta affrontata in modo particolarmente coraggioso e indiscusso.

### I discendenti dei conti di Ostrevant
Se non troviamo più un conte di Ostrevant di nome Raoul, la storia conferma comunque che i suoi discendenti, oltre alla contea di Ostrevent che gli sfuggì (venduta dal figlio maggiore al fratellastro Baldovino IV di Hainaut detto "il Costruttore", anche conte delle Fiandre, per via di Iolanda di Gheldria, madre comune) furono comunque sempre, dal X al XIII secolo, signori di Bouchain, Denain e Valenciennes, e detennero sempre le loro terre, situate principalmente a Cambrai e Cambrésis.
Più curiosamente, i discendenti di Ostrevant sono anche noti per aver sposato una Dama di Gouy (senza presumere nulla su questo preciso argomento, dato che ci sono diverse località con lo stesso nome), ma questa è anche l'epoca della canzone di Raoul de Cambrai.
Curiosamente, i conti di Vermandois che seguirono, figlio e nipote di Ugo il Grande di Vermandois, portano un Leitname che ci interessa in questa sede: rispettivamente Raoul I di Vermandois e Raoul II di Vermandois. Quest'ultimo morì prematuramente e la sua successione passò alla sorella maggiore Elisabetta e poi al marito di lei, il conte di Fiandra Filippo d'Alsazia, finché il re non costrinse quest'ultimo a restituire i diritti della contea di Vermandois alla sorella minore della moglie defunta, Eleonora.